# Dhabla Ghosi
Dhabla Ghosi fou un estat tributari protegit del tipus girasia garantida. Formava part de l'agència de Bhopal. El thakur rebia un subsidi o tankha, per compensar el drets sobre la terra de Gwalior, Dewas i el principat de Bhopal, de 500 lliures. També tenia un poble a Shujawalpur amb garantia dels britànics, pel que pagava una renda o tribut de 105 lliures.